# Клемент фон Меттерніх
Князь Клеме́нт Ве́нцель Ло́тар фон Ме́ттерніх, герцог Портелла (нім. Klemens Wenzel Lothar von Metternich Німецька: [ˈkleːmens fɔn ˈmɛtɐniç]; 1773, Кобленц — 1859, Відень) — німецький та австрійський політичний діяч, дипломат, міністр.
Був одним з найважливіших дипломатів свого часу. Очолив переговори до і під час Віденського конгресу (1814—1815), його розглядають як головну фігуру у розвитку дипломатичної практики XIX століття.

## Ранні роки
Клемент Меттерніх народився у Кобленці 15 травня 1773 року. Його батько, Франц Георг Карл, був дипломатом, а мати — герцогиня Марія Беатрис фон Алоїзі (нім. Marie Beatrix von Aloisi; *1740-ві — †?).
У 1788 році Меттерніх почав вивчати право в університеті Страсбурга, але почалася французька революція, яка змусила його покинути місто після двох років навчання.
У 1790 році він був направлений батьком на церемонію коронації нового імператора — Леопольда II у Франкфурті. Потім він знайшов роботу у канцелярії австрійського міністра в уряді Австрійських Нідерландів.
Після довгого перебування в Англії Меттерніх оселився у Відні. 27 вересня 1795 року, він одружився з графинею Елеонорою фон Коуніц, яка була внучкою колишнього канцлера Австрії. Цей альянс увів Меттерніха до еліти імперії Габсбургів.

## Політична діяльність
У 1801 році Клемент був направлений в Дрезден як посол австрійського імператора.
У лютому 1803 року Франц II призначив його своїм повноважним міністром у Берліні.
У 1806 році Меттерніх став послом Австрії в Парижі, його вплив в європейській політиці швидко зростав.
У 1809 році вибухнула війна між Францією й Австрією, і Меттерніх був заарештований. Після захоплення Наполеоном Відня, був проведений обмін державних дипломатів. В число «обміну» потрапив і Клемент.
На початок XIX століття Австрія стає символом єдності німецьких земель. Для того, щоб зміцнити інтереси Австрії, у 1809 році на пост міністра закордонних справ вступив Меттерніх. Меттерніх активно ввійшов у політику Європи, розірвавши тісні взаємини Росії та Франції. Попередні спроби зробити це зазнали краху, а геній Меттерніха з року в рік виблискував з новою силою. Клемент перебував на посаді міністра закордонних справ протягом 1809—1821 років, зробивши досить багато для підвищення міжнародного авторитету Австрії.
Коли в 1812 році Наполеон готував вторгнення в Росію, Меттерніх вів переговори про союз з Францією і в той же час запевняв російського імператора Олександра I, що австрійська армія буде уникати участі у війні.
Після укладення перемир'я між Францією і російсько-прусської коаліцією (4 червня 1813) Меттерніх запропонував Наполеону посередництво Австрії для досягнення загального миру. Відень погоджувався надати Наполеону всю Італію та Голландію, лівий берег Рейну і протекторат над західною Німеччиною; натомість ж вимагав повернення собі провінцій, відібраних у неї після війни 1809 року, відновлення влади Пруссії в західній Польщі і поступки Францією північнонімецьких областей, захоплених нею після 1801 року. 26 червня 1813 відбулася зустріч Наполеона і Меттерніха в Дрездені. Протягом дев'яти годин австрійський дипломат намагався переконати Бонапарта розпочати мирні переговори і визнати австрійське посередництво. Наполеон відкинув його умови. 12 серпня 1813 Австрія долучилася до антифранцузької коаліції (Росія, Пруссія, Англія, Швеція), яка незабаром здобула перемогу в битві під Лейпцигом («битва народів»).
Меттерніх виступив проти намірів Росії і Пруссії повалити Наполеона з французького трону і знову запропонував імператору прийнятні умови. Однак вони також не були прийняті. Війна тривала доти, поки союзні війська не взяли Париж, і Наполеон не був у березні 1814 року засланий на острів Ельба.
У момент перемоги антифранцузької коаліції над Наполеоном, було проведено Віденський конгрес (1814—1815), в ході якого Меттерніх відігравав ключову роль. Клемент Меттерніх головував на Віденському конгресі. У січні 1815 року підписав секретний договір з представниками Великої Британії та Франції проти Росії й Пруссії, метою якого було перешкодити приєднанню Саксонії до Пруссії та Польщі до Росії. Меттерніх був одним з організаторів Священного союзу (союз Австрії, Пруссії і Росії, укладений у Парижі 26 вересня 1815 року. Цілями Священного союзу були забезпечення непорушності рішень Віденського конгресу).
Після поразки Наполеона воєнно-стратегічне становище Європи суттєво змінилося, посилилися позиції Австрії, Росії та Англії.
На відміну від успішної зовнішньої політики, імперія Габсбургів зазнавала відчутних ударів від нестабільності у середині країни. «Клаптикова імперія» перебувала у передреволюційній ситуації, тому у 1821 році на пост канцлера було призначено Меттерніха, який перебував на цій посаді до 1848 року. Протягом кількох десятиліть він мав величезний вплив на уряд Австрії, а також на Пруссію та Росію.
Меттерніх виступав за абсолютну монархію при опорі на сильну армію, бюрократію і союз між державою і церквою. Він вважав небажаним будь-які поступки ліберальним принципам, бо вони могли тільки розпалити тягу до подальших поступок. Так звана система Меттерніха була спрямована на боротьбу з революційним, ліберальним і національно-визвольним рухом у всіх країнах; Меттерніх був ініціатором політики поліцейських репресій в Австрії і державах Німеччини.
Новий канцлер робив ставку на міжнаціональні тертя між поневоленими народами, які з кожним роком посилювалися. Найяскравішим прикладом такої політики стало протистояння українців та поляків за територію Галичини. Політично активні поляки, мали значно ширші права ніж українці, тому такий хід подій був на руку Австрії, яка всіляко експериментувала такою політикою і з іншими народами.
Меттерніх був творцем цілої політичної системи Австрії, яка без його допомоги, на думку більшості істориків, не змогла б проіснувати до 1918 року.
Однак тактичні ходи Меттерніха не змогли завадити «Весні народів» 1848—1849 років. Революції прокотилися по всій Європі, не оминули вони і Австрії.

12 березня 1848 делегація від буржуазії та інтелігенції передала австрійському імператору петицію з вимогою свободи друку, введення парламентського правління, виборного суду і повної відміни системи Меттерніха. 13 березня Меттерніх був змушений подати у відставку. Відставка канцлера була зустрінута австрійцями із захопленням. Сам же Меттерніх змушений був шукати притулок в Англії. Перебуваючи у вигнанні в Англії, а з 1850 року в Бельгії, він вів світське життя. 1852 року Меттерніх повернувся до Відня і оселився у своєму маєтку. Австрійські дипломати не раз навідувалися до Клемента за порадою у державних справах. 

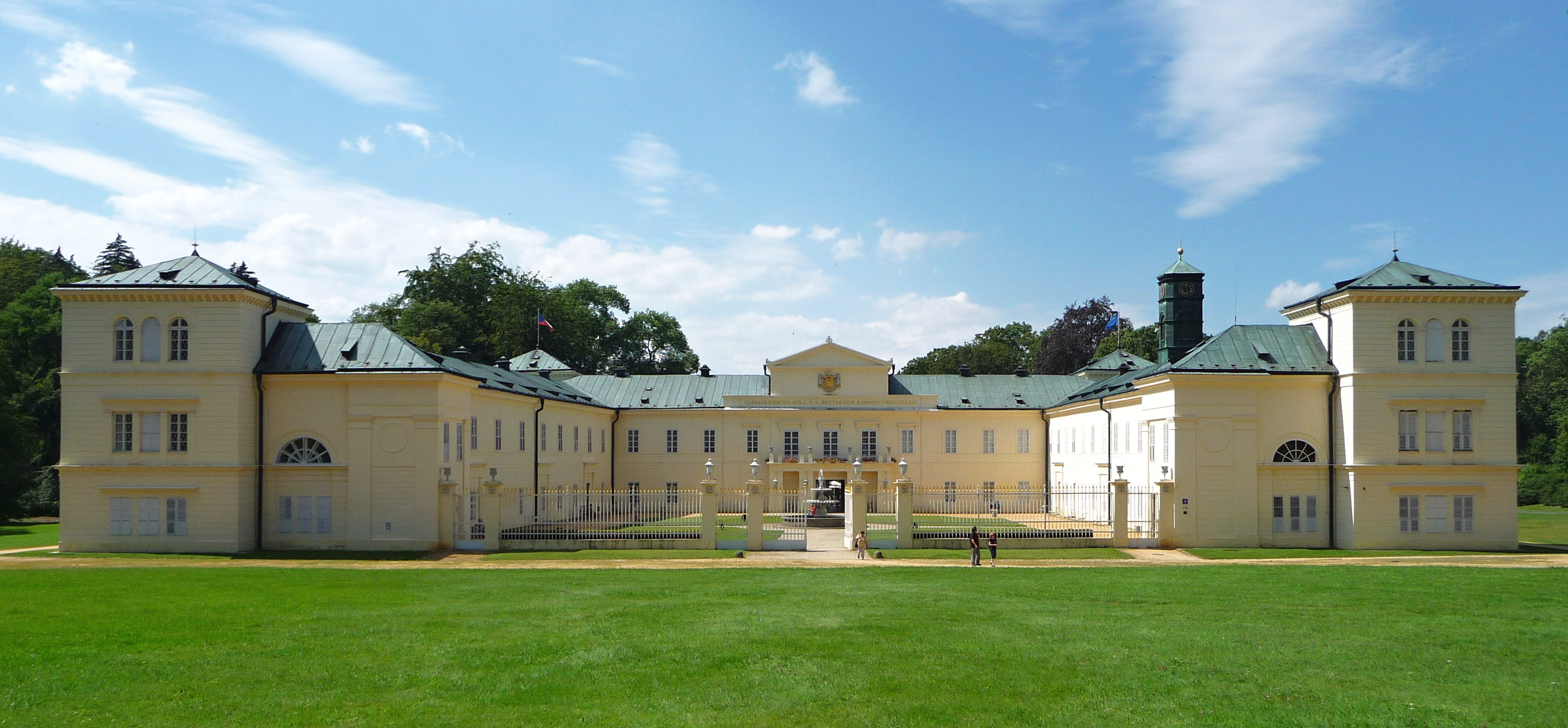
Кенігсварт — заміська садиба Меттерніха поблизу Хеба

Помер 11 липня 1859 року в Відні.

## Особисте життя
Меттерніх був тричі одружений. Тридцять років — з графинею Елеонорою Кауніц. Після її смерті обраницею Меттерніха стала Антуанетта Лейк, яка була молодша за нього на 33 роки. Через два роки після смерті другої дружини князь одружився з 26-річною графинею Меланією Зічі-Ферраріс.